# راؤول غارسيا (ملاكم)
راؤول غارسيا (بالإسبانية: Raúl García)‏ مواليد 10 سبتمبر 1982 في لاباز، ولاية باخا كاليفورنيا سور، المكسيك، هو ملاكم محترف مكسيكي. حقق بطولة الاتحاد الدولي للملاكمة وبطولة منظمة الملاكمة العالمية.

## إحصائيات
خاض خلال مسيرته 43 نزالا، فاز في 38 وتعادل في 1 وخسر في 4. فاز بالضربة القاضية في 23 نزالا.

## روابط خارجية
- راؤول غارسيا على موقع بوكس ريك (الإنجليزية) (registration required)